# Diltiazem
Le diltiazem  est un inhibiteur calcique bradycardisant de la classe des non-dihydropyridines.

## Effets

### Principaux effets
- Diminution du tonus du muscle lisse des parois artérielles
- Augmentation du débit sanguin coronaire, et inhibition du spasme coronaire
- Réduction de la post-charge du ventricule gauche et diminution de la consommation d’O2 myocardique
- Inotrope négatif (diminution de la force de contraction du cœur)

### Effets secondaires
- Hypotension orthostatique
- Œdème des membres inférieurs insensibles aux diurétiques
- Bloc sino-auriculaire et bloc atrio-ventriculaire

Le diltiazem est, en outre, un inhibiteur du cytochrome P4503A, ce qui induit de nombreuses interactions médicamenteuses, prolongeant, par exemple, la durée d'action du midazolam. Il augmente la concentration sanguine de la digoxine, de l'apixaban ou de la rivaroxaban, entraînant un risque hémorragique accru pour ces deux derniers.

## Indication
Le diltiazem est principalement indiqué dans :
- l'hypertension artérielle ;
- l'angor ;
- les cardiomyopathies hypertrophiques obstructives ;
- les tachycardies supraventriculaires paroxystiques par réentrée ;
- le ralentissement de la cadence ventriculaire au cours de la fibrillation atriale et du flutter[6] ;
- l'hypertension artérielle pulmonaire primitive.

## Noms commerciaux
- Progor
- Herben
- Altiazem
- Cardizem
- Cartia XT
- Tiazac
- Tiazac XC
- Tiamate
- Taztia XT
- Tildiem, en particulier en Europe
- Adizem
- Viazem
- Dilatam
- Dilzem
- Angiozem
- Dilatem
- Dilcardia
- Diltelan
- Diltime
- Dyalec
- Filazem
- Tildiem
- Vasmulax
- Vasocardol & Vasocardol CD, en Australie
- Zandil
- Zemtrial
- Angizem CD
- Angizem
- Dilcontin SR en Inde
- Dilt-CD
- Dilt-XR
- Corzem en Jordanie

## Mécanisme

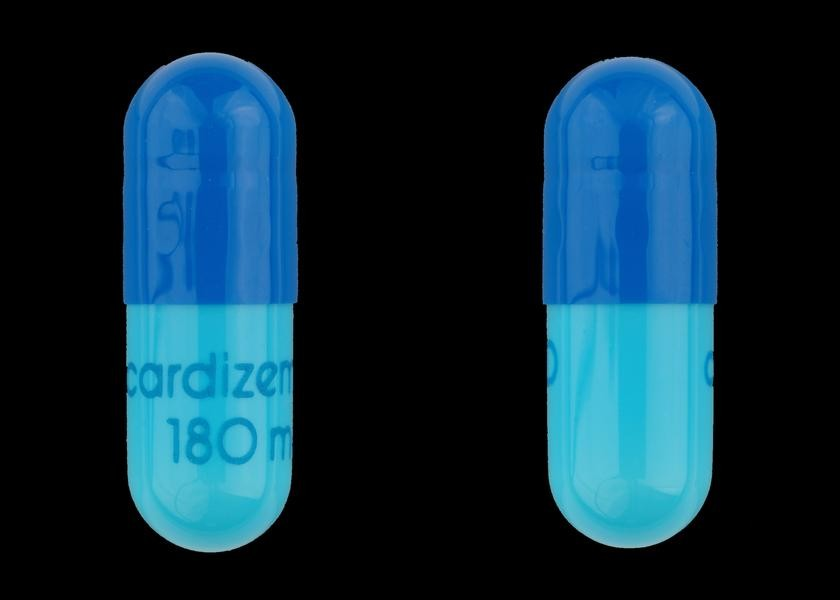
180 mg Cardizem capsule

Le diltiazem est un inhibiteur des canaux calciques CCTL. C'est un puissant vasodilatateur, qui possède des effets cardiaques inotrope négatif, dromotrope négatif, chronotrope négatif.

## Interactions
Une coadministration avec le jus de pamplemousse amplifie son effet